# Antoine de Malvin de Montazet
Antoine de Malvin de Montazet (ur. 17 sierpnia 1713 w Quissac, zm. 2 maja 1788) – francuski duchowny rzymskokatolicki, biskup Autun, arcybiskup lyoński i prymas Galii, członek Akademii Francuskiej.

## Życiorys
18 marca 1748 król Francji Ludwik XV mianował go biskupem Autun, co zatwierdził 15 lipca 1748 papież Benedykt XIV. 18 sierpnia 1748 przyjął sakrę biskupią z rąk biskupa Soissons François de Fitz-Jamesa.
19 sierpnia 1756 został wybrany członkiem Akademii Francuskiej, zasiadając na fotelu 9.
16 marca 1758 Ludwik XV mianował go arcybiskupem lyońskim i prymasem Galii. 18 lipca 1758 złożył rezygnację z biskupstwa Autun, a 2 sierpnia 1758 otrzymał zatwierdzenie na katedrze prymasowskiej od papieża Klemensa XIII.
Arcybiskupem lyońskim i członkiem akademii był do śmierci 2 maja 1788.